# 九侯女
九侯女（？－？），羋姓，商朝時期鬼方（大約位於今陝西北部、山西西北部和內蒙古西部）人，也可稱為鬼侯女。九侯女為商紂王帝辛的小妾，其父九侯為商代諸侯，亦為鬼方首領。與西伯昌、鄂侯兩人並稱為商朝三公。
傳說鬼侯與商王朝聯姻，被獻與紂王。以「不喜淫」的罪名被紂王殺害，其父九侯亦被施以醢刑而死。

## 生平

### 鬼方
鬼方，部址約位於今陝西北部、山西西北部和內蒙古西部，源自曾與軒轅黃帝聯姻的氏族——大隗氏。除此之外，殷王室與鬼方亦有聯姻，且鬼侯當時已位列三公。雖有不少文獻中記載高宗伐鬼方，如《易經》，武丁徵調大批軍隊，命貴族震率領進攻鬼方。歷經了為時三年的戰爭，商朝終於打敗了鬼方。鬼方自此停止攻伐商，並與之建立起友好關係。

### 與商王朝的聯姻
《戰國策·趙策三》記載「鬼侯有子而好，故入之於紂，紂以為惡，醢鬼侯」說明九侯將其女獻給紂王帝辛。關於商紂對九侯施以醢刑的理由，各史書皆有些許不同之處。例如《戰國策》僅記載「紂以為惡」，並沒有清楚說明「有何惡」；《呂氏春秋·行論篇》記載「紂聽妲己之譖曰，以為不好」，說明帝辛是聽取妲己之言才賜死九侯，但其中並無提到九侯女結果如何；《史記》則記載「九侯女不淫，紂怒，殺之，而醢九侯。」。

### 死因
關於九侯女的死因眾說紛紜，以《史記》記載的「九侯女不淫」和《呂氏春秋》記載的「紂聽妲己之譖曰」而誅殺鬼侯父女兩種說法為主流。

## 相關史料記載
- 「鬼侯有子而好，故入之於紂，紂以為惡，醢鬼侯。」——《戰國策·趙策三》
- 「梅伯（西伯）、鬼侯，皆紂之諸侯也。梅伯（西伯）説鬼侯之女美，令紂取之。紂聽妲己之譖曰，以為不好，故醢梅伯（西伯），脯鬼侯。」——《呂氏春秋·行論篇》高誘注
- 「九侯有好女，入之紂。九侯女不淫，紂怒，殺之，而醢九侯。」——《史記·殷本紀第三／段81》
- 「昔紂好色，九侯聞之，乃獻厥女。紂則大喜，以為天下之麗莫若此也，以問妲己。妲己懼進御而奪己愛也，乃偽俯而泣曰：『君王年即耆邪？明既衰邪？何貌惡之若此而覆謂之好也？』紂於是渝而以為惡。妲己恐天下之愈進美女者，因白『九侯之不道也，乃欲以此惑君王也。王而弗誅，何以革後？』紂則大怒，遂脯厥女而烹九侯。自此之後，天下之有美女者，乃皆重室晝閉，惟恐紂之聞也。」——《潛夫論箋校正·第二卷潛歎第十／段82》[5]